# فيليب باركر
فيليب باركر هو منتج أفلام وكاتب سيناريو ومخرج كندي، ولد في 1955 في المملكة المتحدة.

## وصلات خارجية
- فيليب باركر على موقع IMDb (الإنجليزية)
- فيليب باركر على موقع ألو سيني (الفرنسية)
- فيليب باركر على موقع أول موفي (الإنجليزية)
- فيليب باركر على موقع قاعدة بيانات الأفلام السويدية (السويدية)
- فيليب باركر على موقع قاعدة بيانات الفيلم (الإنجليزية)
- فيليب باركر على موقع كينوبويسك (الروسية)